# Петино (Воронежская область)
Петино — село в Хохольском районе Воронежской области.
Административный центр Петинского сельского поселения.

## География
Географически расположено в северо-восточной части поселения на правом берегу реки Дон, на Среднерусской возвышенности.
Несмотря на территориальное тяготение села к реке, оно имеет компактную форму. Находится в 18 км от областного центра — Воронежа.

## История
Основано в XVII веке, было названо по фамилии служилого человека Я. Р. Петина. Имело наименование Верхнее Малышево, в отличие от Нижнего Малышева, расположенного на противоположном берегу Дона.
В 1859 году численность населения составляла 583 человека, проживавших в 63 дворах. В 1869 году в Петино была построена каменная церковь в честь Иоанна Богослова.
В 1900 году село Петино являлось частью села Устье Богословского общества; здесь было 152 двора с населением 1113 человек. Действовали две ветряные мельницы и крупорушка.
В селе Петино с 1884 года жил в своём имении видный русский педагог-демократ, автор научных трудов по педагогике — Николай Фёдорович Бунаков (1837—1904). В селе им были открыты школа, библиотека, аптека и крестьянский народный театр. В 1900 году в его усадьбе проживали 9 человек. В настоящее время в школе, являющейся памятником истории, действует музей, посвящённый Н. Ф. Бунакову.
В 1925 году в селе было 1464 жителя. В 1976 году для села был утверждён генеральный план, разработанный институтом ЦЧО Гипросельхозстрой.

## Население
| 1859 | 1897  | 2010 |
| ---- | ----- | ---- |
| 583  | ↗1074 | ↘937 |

В 2008 году численность населения села составляла 948 человек.